# میسون لی
میسون لی (انگلیسی: Mason Lee؛ زادهٔ ۳۰ مهٔ ۱۹۹۰) یک هنرپیشه اهل ایالات متحده آمریکا است. وی از سال ۱۹۹۳ میلادی تاکنون مشغول فعالیت بوده‌است.

## گزیده فیلمشناسی
از فیلم‌ها یا برنامه‌های تلویزیونی که وی در آن نقش داشته‌است می‌توان به آثار زیر اشاره کرد.
- ضیافت عروسی (۱۹۹۳)
- مبعوث (۲۰۰۱)
- خماری: قسمت دوم (۲۰۱۱)
- لوسی (۲۰۱۴)
- پیاده‌روی طولانی بیلی لین بین دو نیمه (۲۰۱۶)